# Atentado del supermercado Perekrestok de San Petersburgo de 2017
El atentado del supermercado Perekrióstok sucedió en la ciudad rusa de San Petersburgo cuando una bomba estalló en dicho supermercado dejando 18 heridos y daños materiales. El presidente de Rusia Vladímir Putin confirmó más tarde que el hecho era un «ataque terrorista» y el Estado Islámico reclamó la autoría del ataque.

## Contexto
San Petersburgo anteriormente ya había sido blanco de un ataque terrorista. En abril de 2017, una bomba estalló en el metro de la ciudad dejando 16 muertos. Además, unas semanas antes del atentado en el supermercado, la policía rusa había desmantelado y arrestado una célula yihadista que planeaba atentados en la ciudad. Asimismo, San Petersburgo se encuentra en alerta y seguridad reforzada debido a la cercanía en tiempo del Mundial de Rusia 2018 y las amenazas del grupo terrorista Estado Islámico de perpetrar ataques sobre suelo ruso.

## Atentado
El miércoles 27 de diciembre, alrededor de las 18:30 h., se registró una explosión en un casillero del supermercado de la red Perekrióstok. La policía rusa evacuó y acordonó rápidamente el lugar. De la misma manera, dio a conocer el primer balance de heridos, que en ese momento eran 10 pero más tarde la cifra aumento a 13 y el viernes 29 de diciembre, las autoridades informaron que el número de heridos volvía a aumentar a 18 (uno de ellos de gravedad).

## Investigaciones
La policía rápidamente empezó la investigaciones y luego de examinar el lugar, las autoridades dieron a conocer que la explosión fue causada por un artefacto explosivo de 200 gramos de TNT y clavos. Asimismo, abrieron una investigación por tentativa de homicidio sin descartar ninguna hipótesis.
Al día siguiente, el presidente Vladímir Putin se dirigió a la nación confirmando que se trataba de un atentado terrorista. Además, las autoridades dieron a conocer imágenes del presunto sospechoso de perpetrar el atentado.
El viernes 29 de diciembre, el grupo terrorista Estado Islámico reclamo la autoría del atentado.
El Servicio Federal de Seguridad (FSB) detuvo el sábado 30 de diciembre al perpetrador del atentado￼quien es un residente de San Petersburgo y fue identificado como Dmitri Lukyánenko, de 35 años. El sospechoso se atribuye al movimiento nacionalista de ocultismo New Age ("Nueva Era"). Lukyánenko tiene antecedentes por el uso de drogas.

## Reacciones
- Rusia: El portavoz del Kremblin, Dmitri Peskov, señaló que el terrorismo es un fenómeno «que hay que combatir sin tregua, y en esta lucha es necesario unir los esfuerzos de todos los países del mundo» y dijo que el presidente seguía de cerca las investigaciones del incidente.[13] Al día siguiente, el presidente Vladímir Putin ordenó a los agentes del Servicio Federal de Seguridad (FSB) liquidar a cualquier terrorista que amenace a vidas inocentes de civiles.[14]

- España: En un comunicado el gobierno español dijo: «España hace votos por la pronta recuperación de los heridos y expresa todo su apoyo y solidaridad con el pueblo y las autoridades rusas, especialmente, de la ciudad de San Petersburgo».[15]

- Egipto: El Ministerio de Relaciones Exteriores egipcio dijo en un comunicado que Egipto apoya a Rusia frente al terrorismo y deseó la pronta recuperación de los heridos.[16]